# برتونيلة متطايرة
برتونيلة متطايرة (الاسم العلمي: Bartonella volans) هي نوع من البكتيريا تتبع جنس البرتونيلة من فصيلة البارتونيلات.